# Peptide-triptofano 2,3-diossigenasi
La peptide-triptofano 2,3-diossigenasi è un enzima appartenente alla classe delle ossidoreduttasi, che catalizza la seguente reazione:
peptide-triptofano + O2 ⇄ peptide-formilchinurenina
L'enzima agisce anche sul triptofano.